# 楊昌済
楊 昌済（よう しょうせい、1871年4月21日 — 1920年1月17日）は、中華民国の哲学家、教育家。湖南省長沙県出身。毛沢東の2番目の妻・楊開慧の父として知られる。

## 経歴
1871年4月21日、湖南省長沙県に生まれた。
1898年、岳麓書院入学。1903年、日本の弘文学院に入学しその後東京高等師範学校（現・筑波大学）を卒業。1909年、アバディーン大学入学。
1913年—1918年、湖南第一師範学院教員。
1918年—1920年、北京大学教員。
1920年1月17日、48歳で北京にて死去。

## 著書
- 『達化斎日記』
- 『楊昌済文集』
- 『倫理学之根本問題』

## 家族
- 父：楊書祥
- 妻：向振熙
- 娘：楊開慧
- 娘婿：毛沢東